# كباب عروق
المشحمية أو كباب عروق (كباب عروگ - كباب عروك) أو عروك الطاوة أو كباب الطاوة «وليس خبز الطاوة»، هي اكلة عراقية ومنتشرة في القطيف البحرين، وهي من الوصفات السهلة والمرنة فليس لها وصفة ثابتة وتحضر بالمكونات المتوفرة في المنزل من خضراوات ورقية أو لحوم أو أجبان.
سبب تسمية «خبز عروق» أنه سمى بالعروق لغلبة اللون الأخضر عليه في وجود خضار يغلب لونها على الدقيق، وبالتالى على الرغيف، وهناك رأى آخر أنه سمى بذلك لأنه يتعرق باللحم الموجود به، فهذا النوع من الخبز لا يصير يابساً ولا يتحمص ولا ينكسر حتى بعد خروجه من الفرن لمدة طويلة، بل يبقى طرياً لوجود اللحم الذي يعطيه طراوة ودسامة.

## طريقة التحضير
يُحضَّر الكباب من اللحم المفروم مع بعض الدهن باستعمال أسياخ الشوي الخاصّة به؛ بحيثُ يتم شيِّه على فحم متوسط الحرارة.
إعداد كباب عروق المكونات نصف كيلوغرامٍ من لحم الضأن المفروم. كوبٌ من الدقيق الأسمر المنخول. خمسة فصوص ثومٍ مهروسة. بقدونس مفروم. أربعة أعواد من البصل الأخضر المفروم. حبة فلفل أخضر حلوة ومفرومة ناعمة. ربع ملعقةٍ صغيرةٍ من الفلفل الاسود. ربع ملعقةٍ صغيرةٍ من الكركم. ملعقةٌ صغيرةٌ من الكاري. ملعقتان صغيرتان من الملح. ماء فاتر للعجن. طريقة التحضير: نضع كلّ المقادير في قدرٍ واسع وعميق، ونعجن باليد مدة خمس دقائق حتى تتكوّن لدينا عجينة سهلة التشكيل. نأخذ عجينة الكباب، ونُشكلها إلى أقراص متوسطة الحجم. نُسخّن كميةً غزيرةً من الزيت في مقلاةٍ عميقة، ونسقط أقراص الكباب فيه. نُقلّبها حتى تتحمّر من الجانبين. نخرج العجينة، ونضعها في طبق التقديم، ونُقدّمها بجانب السلطة والمقبلات.